# 3959 Irwin
3959 Irwin (1954 UN2) là một tiểu hành tinh vành đai chính được phát hiện ngày 28 tháng 10 năm 1954 bởi Đài thiên văn Goethe Link ở Brooklyn.